# Guiden
Guiden (französisch Guides, sprich gihd-, Führer) waren eine Art Stabskavallerie, die insbesondere eingesetzt wurden 
- zum Wach- und Ordonnanzdienst beim Hauptquartier
- zum Rekognoszieren
- zur Führung von Kolonnen und
- als Meldereiter.

Truppenverbände aus Guiden wurden erstmals in den Revolutionskriegen aufgestellt. In der Kampagne in Frankreich führte im Stab des Königs Major Bonaventura von Rauch die preußischen guides. 
Der seinerzeitige General Napoléon Bonaparte gab im Italienfeldzug seiner Leibwache unter Bessières den Namen guides statt gardes, um dem eifersüchtigen Direktorium der französischen Republik keinen Anstoß zu geben. Sie gehörten zur Garde des consuls, dem späteren Regiment der Chasseurs à cheval de la Garde impériale. Der Kaiser war stets von vier seiner Gardejäger begleitet, die auch sein Fernrohr mitführten. Die Guiden bzw. Gardejäger trugen eine Uniform nach Art der Husaren in grün mit roten Hosen und Abzeichen sowie gelben Schüren und Knöpfen. Napoleon selbst trug neben der Uniform der Gardegrenadiere zu Fuß vorzugsweise die kleine Uniform eines Obersten dieses Regiments (grüner Uniformrock mit spitzen Rabatten und Aufschlägen) und nahm diese auch ins Exil nach St. Helena mit. 
Im Zweiten Kaiserreich errichtete Napoleon III. für seine Kaisergarde neben den Gardejägern zu Pferd ein Guidenregiment.
Das 1740 in Preußen aufgestellte reitende Feldjägerkorps hatte nur zum Teil den Auftrag der Guiden. Für die geografische Erkundung des Kriegsschauplatzes, besonders der Wege, und die Anfertigung von Karten war es nicht zuständig.
Nach den Napoleonischen Kriegen bestanden in Belgien zwei Guidenregimenter, die jedoch wie gewöhnliche Jäger zu Pferde eingesetzt wurden. 
Die schweizerischen Guidenkompanien dienten zum Schutz und Ordonnanzdienst der Hauptquartiere. 
In Italien bildete jedes Regiment Kavallerie im Kriegsfall zwei Pelotons Guiden, die den verschiedenen Hauptquartieren zum Ordonnanzdienst beigegeben wurden, ohne die taktische Einheit zu zerreißen. Heute besteht in Italien noch das Regiment Cavalleggeri Guide als Panzeraufklärungsverband.